# Ярбас
Ярбас (дав.-гр. Ίάρβας, лат. Hiarbas), Ярбас Давній — напівлегендарний ватажок племені максіїв.
У 823 р. до н. е. погодився виділити фінікійцям землю для заснування Карфагена. У 814 р. до н. е. сватався до карфагенської володарки Елісси, можливо сподіваючись отримати її місто у «посаг», але невдало. Після загибелі Елісси намагався захопити місто силою, але не зміг. Проте карфагеняни змушені були погодитися сплачувати максіям данину.